# Columba Marmion
Columba Marmion (1. travnja 1858. – 30. siječnja 1923.), bio je irski benediktinac i blaženik Katoličke Crkve.
Godine 1909. izabran je za opata Maredsousa. Na čelu opatije ostaje do kraja života.
Preminuo je 30. siječnja 1923.
Blaženim ga je proglasio papa Ivan Pavao II., 2000. godine.
Njegovo djelo „Krist - život duše”, 1957. godine, preveo je na hrvatski biskup Petar Čule.